# 科利茨海姆
科利茨海姆是德国巴伐利亚州的一个市镇。总面积59.10平方公里，总人口5380人，其中男性2720人，女性2660人（2011年12月31日），人口密度91人/平方公里。